# 比萨尔
比萨尔（法語：Buissard，法語發音：[bɥisaʁ]）是法国上阿尔卑斯省的一个市镇，属于加普区。

## 地理
比萨尔（44°39'37"N, 6°8'22"E）面积2.92 平方千米，位于法国普罗旺斯-阿尔卑斯-蓝色海岸大区上阿尔卑斯省，该省份为法国东南部内陆省份，北起萨瓦省，西北接伊泽尔省，西南接德龙省，南至上普罗旺斯阿尔卑斯省，东北部与意大利接壤。
与比萨尔接壤的市镇（或旧市镇、城区）包括：沙博特、福雷圣于连、尚普索地区圣瑞利安、圣米歇尔德沙约勒。

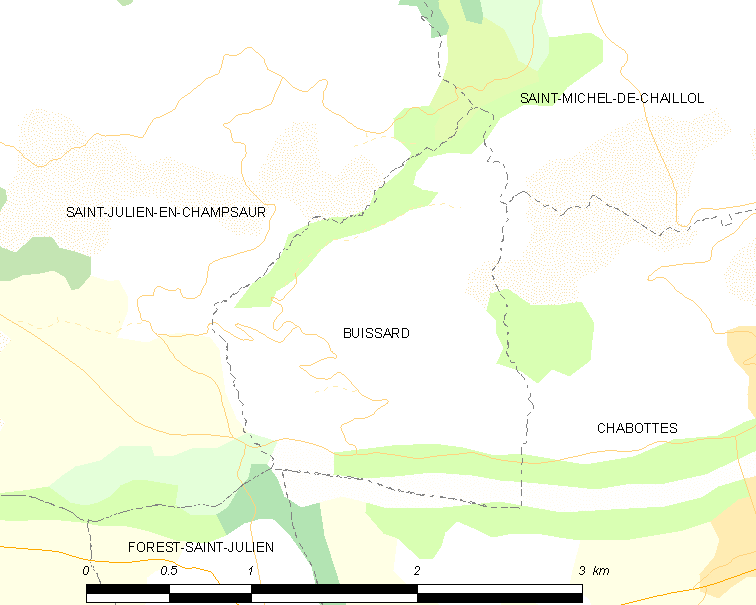
比萨尔的OSM定位图

比萨尔的时区为UTC+01:00、UTC+02:00（夏令时）。

## 行政
比萨尔的邮政编码为05500，INSEE市镇编码为05025。

## 政治
比萨尔所属的省级选区为圣博内昂尚索尔县。

## 人口

1962-2008年间比萨尔人口变化图示

比萨尔于2022年1月1日时的人口数量为194人。